# Bulbo arterioso

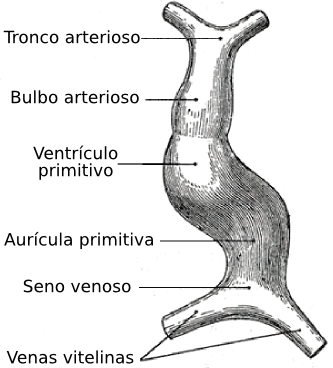
El corazón embrionario toma forma de S, la porción que continúa al ventrículo primitivo es el bulbo arterioso, parte integral del desarrollo del ventrículo derecho.

El bulbo arterioso o bulbo cardíaco (bulbus cordis), es una región del primitivo corazón fetal que aparece al final de la tercera semana del desarrollo del corazón humano y animal. El extremo inferior del bulbo arterioso forma la mayor parte del ventrículo derecho, mientras que el restante extremo superior forma un tracto de salida, el conotronco que posteriormente se divide en la aorta ascendente y el tronco de la arteria pulmonar.

## Ubicación
En el comienzo de su fase embrionaria el corazón no es más que un tubo recto dispuesto libremente en el interior de la cavidad pericárdica del feto. El bulbo arterioso aparece como una sección que separa el tercio craneal (que formará la parte superior del corazón) y los dos tercios caudales (que formarán la parte más inferior del corazón). El tercio craneal comprende el tronco arterioso de donde parte el arco aórtico y los dos tercios caudales comprende el ventrículo primitivo. El segmento que separa el bulbo arterioso del ventrículo primitivo se denomina estrecho bulboventricular o estrecho de Haller. Entre el tronco arterioso y el ventrículo primitivo aparece el bulbo arterioso, parte del cual se convertirá en el futuro ventrículo derecho.

## Tabique aorto-pulmonar
A lo largo de la quinta semana del desarrollo embrionario, la proliferación de células de la cresta neural llegan hasta el corazón primitivo y forman un tabique—el tabique aortopulmonar—que divide el bulbo arterioso del tronco arterioso formando dos conductos arteriales, la aorta y el tronco pulmonar. El bulbo arterioso y la porción del ventrículo primitivo que le continúa crecen más rápidamente que las otras regiones del corazón embrionario, de manera que el corazón se dobla sobre sí mismo en forma de S y a la proyección que resalta al bulbo arterioso con el tercio superior del ventrículo primitivo se le conoce como asa bulboventricular.

## Malformaciones congénitas
Las anomalías del bulbo arterioso son causa de mortalidad infantil por malformaciones congénitas (CIE-9: 745), difícilmente prevenibles o reducibles. La malformación más frecuente es la ausencia del tabique aortopulmonar, de manera que las arterias pulmonares nacen del tronco arterial común.